# محمد بن علي الأكوع
محمد بن علي الأكوع (3 نوفمبر 1903- 23 نوفمبر 1998)، مؤرخ ومحقق ولغوي ومؤلف وقاضي ووزير يمني. واسمه محمد بن علي بن حسين بن أحمد بن عبد الله الأَكْوَع الحِوالي، وُلد في مدينة ذمار يوم الاثنين 14 رمضان 1321 هـ، الموافق 3 نوفمبر 1903م، وتوفي في 23 نوفمبر 1998[محل شك].

## حياته
ولد محمد الأكوع في مدينة ذمار، في حارة الجراجيش، أحد أحياء المدينة وأكبرها، في بيت جده من قِبل أمه، الكائن شمال مسجد عمرو، وتوفيت أمه (في نصف رمضان سنة 1325) وهو في سن الخامسة. وهو رابع أخواته (حاكمة وميمونة وفاطمة) وكان لوالده أبناء ذكور من أم تزوجها سابقاً. تلقى العلوم في مسقط رأسه على يد والده والعديد من العلماء. وعمل بعد تخرجه من الدراسة على نشر العلم من خلال عمله مدرساً في مدينة إب وتخرج على يده قلة من العلماء ثم قام بالإشراف على وقف ولي الله محمد بن علي الغيثي في إب.

## اعتقاله
أسس مع زملائه جمعية الاصلاح بمدينة إب عام 1363هـ وانتخب رئيساً لها وكانت نشاط الجمعية محظوراً في اليمن. فاعتقل محمد الأكوع في نهاية عام 1363هـ 1944م هو وكبار اعضاء الجمعية وعدد من الاحرار وزج بهم في سجن حجة وقضى فيه ثلاث سنوات. وعاد بعد خروجه من السجن إلى إب حتى قامت ثورة الدستور 1367هـ الموافق 1948م التي اطاحت بالامام يحيى، واعتقل بعد فشلها في إب مع آخرين وارسل الى سجن (حجة) مرة اخرى ومكث فيه ثماني سنوات، ثم خرج في عام 1374هـ الموافق 1955م بعد الانقلاب الذي قام به الثلايا وتنقل في عدد من الاعمال قبل الثورة.

## مناصب
عين قاضياً لمحكمة ذي السفال بعد خروجه من السجن عام 1374هـ الموافق 1955م ثم عين عضواً في محكمة الاستئناف بتعز.
أعيد تعيينه قاضياً لمحكمة ذي السفال، فظل بها الى ان قامت الثورة اليمنية في 26 سبتمبر 1962م.
ثم عين بعد الثورة نائباً لوزير العدل. وعيّن في 25/4/1963م وزيراً للعدل. ثم في 10/2/1964م وزيراً للاوقاف. ثم وزيراً للاعلام من 20/7/1965- 15/4/1966م.
وأخيراً عين رئيساً للجنة التاليف والنشر.

## مؤلفاته
حقق ونشر ما يزيد عن عشرين كتاباً من كتب التراث اليمني منها:
- صفة جزيرة العرب للهمداني
- الاكليل (أربعة أجزاء) للهمداني
- تفسير الدامغة
- المقالة العاشرة من سرائر الحكمة للهمداني
- المفيد في أخبار صنعاء وزبيد
- العقود اللؤلؤية
- السلوك في طبقات العلماء والملوك
- التقصار في جيد علامة الاقاليم والأمصار.

وغيرها من الكتب والمؤلفات والمذكرات.